# Purple Disco Machine

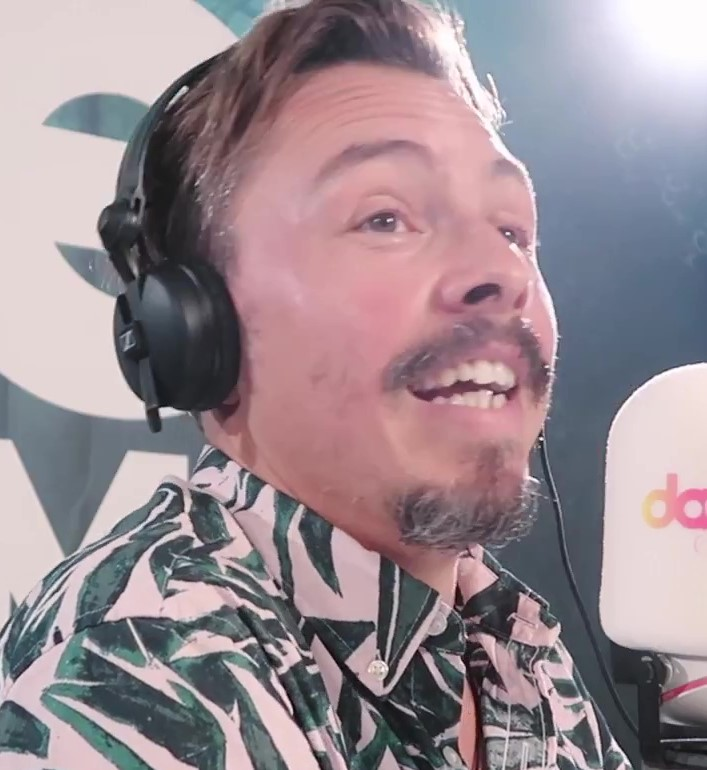
Purple Disco Machine (2018)

Purple Disco Machine (bürgerlich Tino Piontek geb. Schmidt; * 23. November 1980 in Dresden, laut Munzinger-Archiv * 12. Februar 1980) ist ein deutscher Disco- und House-Produzent und DJ. Der Künstlername ist angelehnt an Prince (Purple Rain) sowie an Gloria Estefan (Miami Sound Machine).

## Leben
Tino Piontek wuchs in der DDR auf, nach dem Schulabschluss absolvierte er eine Lehre als Koch in einem Restaurant mit Michelin-Stern in Dresden. Nach Zivildienst sowie nachträglichem Abitur war sein Ziel, Lehrer zu werden und in seiner Freizeit Musik für andere zu schreiben.
Sein Vater weckte bei ihm in jungen Jahren das Interesse an westlichen Pop- und Rockmusikbands wie Genesis und Queen. 1996 begann er mit dem Produzieren unter Nutzung des Programms Cubase und einiger Synthesizer, gleichzeitig entdeckte er Housemusic im Dresdner Nachtleben. Er wurde als DJ aktiv, doch beendete er diese Tätigkeit nach einiger Zeit. Piontek betreute anschließend die Computer-Arbeitsgemeinschaften mehrerer Grundschulen in Dresden.
2012 erschienen seine ersten Produktionen unter dem Pseudonym Stereofunk. Ab da begannen internationale DJ-Auftritte und 2017 erschien sein Debütalbum beim Label Sony Music Entertainment.
Seinen bisher größten kommerziellen Erfolg feierte er im August 2020 mit der Single Hypnotized, die er gemeinsam mit Sophie and the Giants aufnahm. Im Januar 2022 veröffentlichten beide mit In the Dark eine weitere gemeinsame Single.
Piontek lebt mit Ehefrau Sabrina und den gemeinsamen beiden Kindern in Dresden.

## Auszeichnungen
Der kommerzielle Erfolg von Purple Disco Machine zeigt sich an bislang 37 Platin-Schallplatten und 14 Goldenen Schallplatten (Stand: Januar 2024). Demzufolge hat Piontek bisher mehr als 3,4 Millionen Tonträger verkauft; die erfolgreichste Single-Veröffentlichung ist Hypnotized mit mehr als 1,6 Millionen verkauften Exemplaren.
Bei den Grammy Awards 2023 gewann er für seinen Remix von Lizzos Single About Damn Time in der Kategorie „Best Remixed Recording“ einen Grammy. Er ist nach dem Opernsänger Ekkehard Wlaschiha der zweite sächsische Künstler, der den internationalen Musikpreis gewinnen konnte.
Ende April 2023 ehrte Dresden ihn damit, dass sich Tino Piontek in das Goldene Buch seiner Geburtsstadt eintragen durfte.

## Diskografie
Studioalben

| Jahr                     | Titel Musiklabel                    | Höchstplatzierung, Gesamtwochen, AuszeichnungChartplatzierungen (Jahr, Titel, Musiklabel, Platzierungen, Wochen, Auszeichnungen, Anmerkungen) | Höchstplatzierung, Gesamtwochen, AuszeichnungChartplatzierungen (Jahr, Titel, Musiklabel, Platzierungen, Wochen, Auszeichnungen, Anmerkungen) | Höchstplatzierung, Gesamtwochen, AuszeichnungChartplatzierungen (Jahr, Titel, Musiklabel, Platzierungen, Wochen, Auszeichnungen, Anmerkungen) | Anmerkungen                                                 |
| Jahr                     | Titel Musiklabel                    | DE | AT | CH | Anmerkungen                                                 |
| ------------------------ | ----------------------------------- | --- | --- | --- | ----------------------------------------------------------- |
| als Stereofunk           |                                     | | | |                                                             |
|                          |                                     | | | |                                                             |
| 2009                     | Fools Planet Klang Gymnastik (KG)   | — | — | — | Erstveröffentlichung: 20. August 2009                       |
| 2012                     | Radio Robotic Modulor Records (MOD) | — | — | — | Erstveröffentlichung: 31. August 2012                       |
| als Purple Disco Machine |                                     | | | |                                                             |
|                          |                                     | | | |                                                             |
| 2017                     | Soulmatic Sweat It Out Music (WMG)  | — | — | — | Erstveröffentlichung: 20. Oktober 2017                      |
| 2021                     | Exotica Columbia Records (Sony)     | DE8 (8 Wo.)DE | AT30 (1 Wo.)AT | CH28 Platin · (3 Wo.)CH | Erstveröffentlichung: 15. Oktober 2021 Verkäufe: + 119.000  |
| 2024                     | Paradise Columbia Records (Sony)    | DE11 (3 Wo.)DE | AT15 (2 Wo.)AT | CH13 (2 Wo.)CH | Erstveröffentlichung: 20. September 2024 Verkäufe: + 22.000 |